# マルガレーテ・フォン・トロッタ
マルガレーテ・フォン・トロッタ（Margarethe von Trotta、1942年2月21日 - ）は、ドイツの映画監督、脚本家、女優。

## 略歴
父親は画家。1942年にベルリンで生まれ、1960年代にパリに移り、女優としてライナー・ヴェルナー・ファスビンダーの『聖なるパン助に注意』や『悪の神々』、フォルカー・シュレンドルフの『ルート・ハルプファスの道徳』などに出演。また、この頃から脚本執筆や短編映画の制作に携わるようになる。
1971年にはフォルカー・シュレンドルフと結婚し、1975年の『カタリーナ・ブルームの失われた名誉』では共同監督を務めた。その後、1978年の『第二の目覚め』で単独での長編映画監督デビューを果たし、長編三作目の『鉛の時代』で1981年のヴェネチア国際映画祭で金獅子賞を受賞。名実ともにニュー・ジャーマン・シネマの仲間入りを果たす。
2012年の『ハンナ・アーレント』は第25回東京国際映画祭のコンペティション部門で上映された。2018年テオドール・アドルノ賞受賞。

## 監督作品
- カタリーナ・ブルームの失われた名誉 Die verlorene Ehre der Katharina Blum (1975年)
- 第二の目覚め Das zweite Erwachen der Christa Klages (1978年)
- Schwestern oder Die Balance des Glücks (1979年)
- 鉛の時代 Die bleierne Zeit (1981年)
- Heller Wahn (1983年)
- ローザ・ルクセンブルク Rosa Luxemburg (1986年)
- 三人姉妹 Paura e amore (1988年)
- L'africana (1990年)
- Il lungo silenzio(1993年)
- ベルリン それぞれの季節 Das Versprechen (1995年)
- ローゼンシュトラッセ Rosenstrasse (2003年)
- もうひとりの女 Ich bin die Andere (2006年)
- Vision - Aus dem Leben der Hildegard von Bingen (2009年)
- ハンナ・アーレント Hannah Arendt (2012年)
- 生きうつしのプリマ Die abhandene Welt (2015年)
- ニューヨーク 最高の訳あり物件 Forget About Nick (2017年)
- イングマール・ベルイマンを探して Searching for Ingmar Bergman (2018年)
- Ingeborg Bachmann – Reise in die Wüste (2023年)[4]